# Джуліус Томсон (веслувальник)
Джуліус Томсон (англ. Julius Thomson, 4 вересня 1882 — 26 жовтня 1940) — канадський академічний веслувальник.
Бронзовий призер Олімпійських Ігор 1908 року в складі вісімки.